# Dewsbury Bus Museum
Le Dewsbury Bus Museum (musée des autobus et des cars de tourisme de Dewsbury) est un musée à Ravensthorpe, dans le Yorkshire de l'Ouest, au Nord de l'Angleterre. 
Ouvert au public depuis septembre 1989, il est exploité par son propriétaire, le West Riding Omnibus Museum Trust, un organisme de bienfaisance et est entièrement géré par des bénévoles.
Il abrite les deux seuls autobus à impériale Guy Wulfrunian survivants et plusieurs autres véhicules du West Riding Automobile Company, ainsi que d'autres véhicules du Yorkshire Woollen District Transport Co, le Yorkshire Traction Company, le West Yorkshire PTE , les Corporations de Huddersfield et de Halifax et de l'entreprise indépendant local J. Wood de Mirfield (près de Dewsbury).

## Histoire

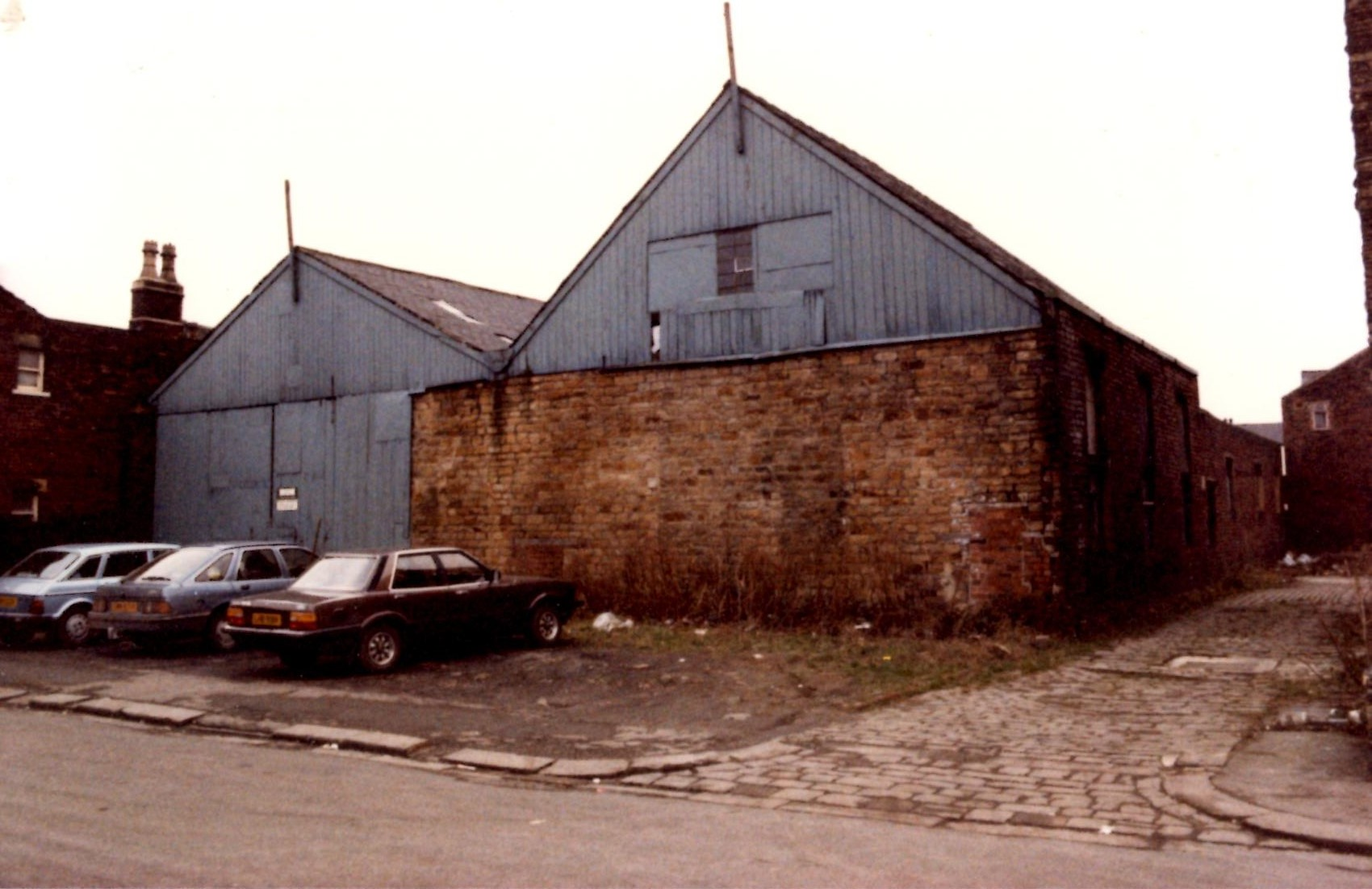
Ravensthorpe depot c. 1987

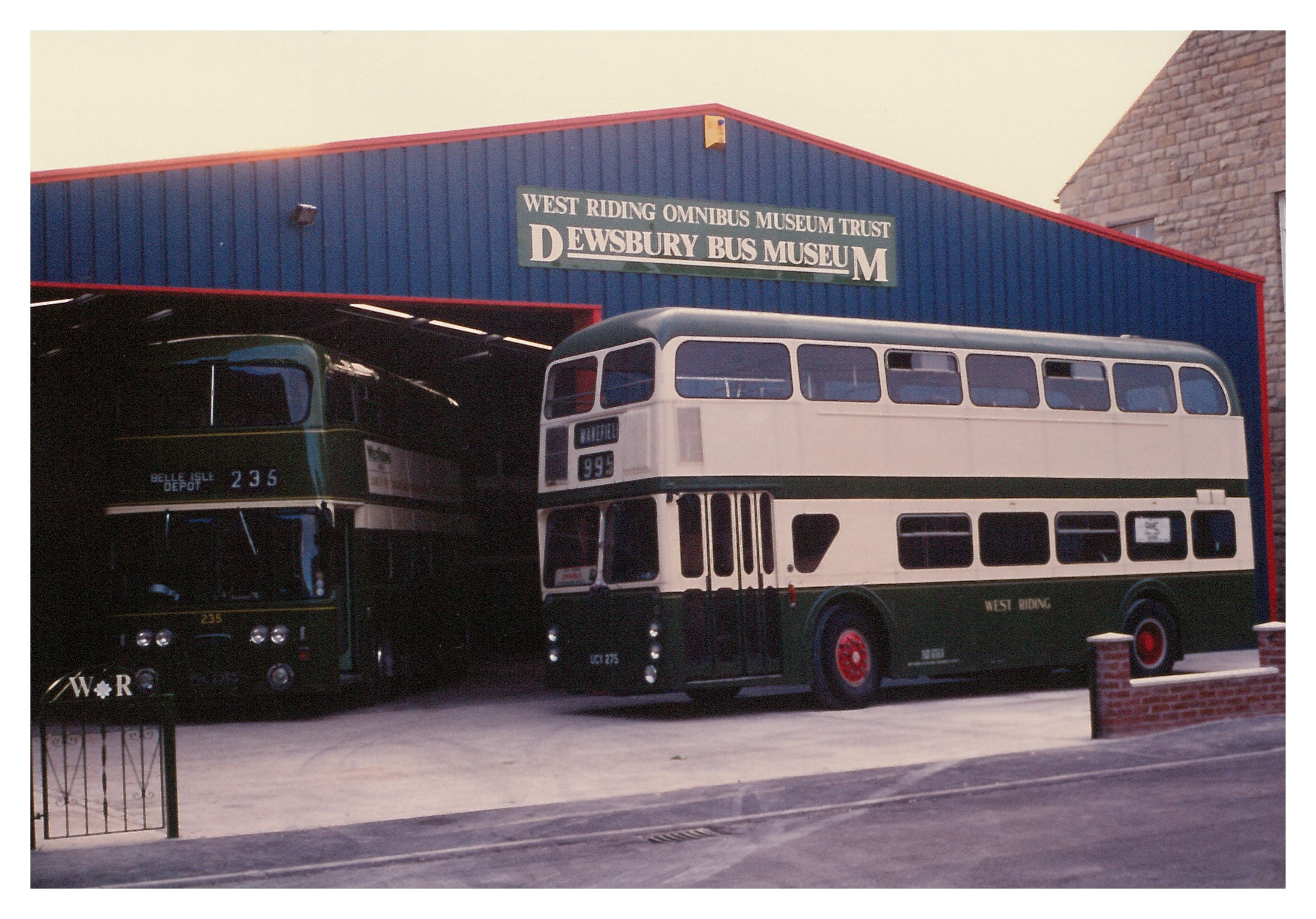
Guy Wulfrunian UCX275 se trouve à l'extérieur du Dewsbury Bus Museum

Avant le réaménagement du site à la fin des années 1980, il y avait un petit dépôt sur le site appartenant à la Yorkshire Woollen District Transport Company de Dewsbury depuis les années 1930. Plus tard, il avait été utilisé pour stocker des autocars sans licence pendant l'hiver, mais au début des années 1980, il était tombé en mauvais état et hors d'usage jusqu'à ce qu'il soit mis en vente à la West Riding Omnibus Preservation Society (WROPS) pour le stockage de leur collection d'autobus et d'autocars préservés.
WROPS a formé le West Riding Omnibus Museum Trust pour acheter le bâtiment et l'a utilisé jusqu'à ce que son état se détériore davantage quand il a été démoli et la structure actuelle érigée.

## Collection
La collection comprend :
- 1948 : Leyland Titan PD2 – carrosserie Leyland – BHL682 – 640
- 1952 : Leyland Tiger PS2 – carrosserie Roe coach – EHL336 – 725
- 1952 : Leyland Tiger PS2 – carrosserie Roe bus – EHL344 – 733
- 1956 : AEC Reliance bus – carrosserie Roe DP – JHL708 – 808
- 1957 : AEC Reliance coach – carrosserie Roe Dalesman – JHL983 – 903
- 1957 : Guy Arab MkIV – carrosserie Roe – KHL855 – 855
- 1961 : Guy Wulfrunian – carrosserie Roe – UCX275 – 995
- 1963 : Guy Wulfrunian – carrosserie Roe – WHL970 – 970
- 1967 : Leyland Panther – carrosserie Roe – LHL164F – 164
- 1970 : Bristol RELL – carrosserie ECW – THL261H – 261
- 1982 : Leyland National 2 – Integral – XUA73X – 73
- 1984 : Leyland Olympian –  carrosserie ECW – A577NWX – 577
- 1987 : Leyland Royal Tiger Doyen – Integral – E50TYG – 50

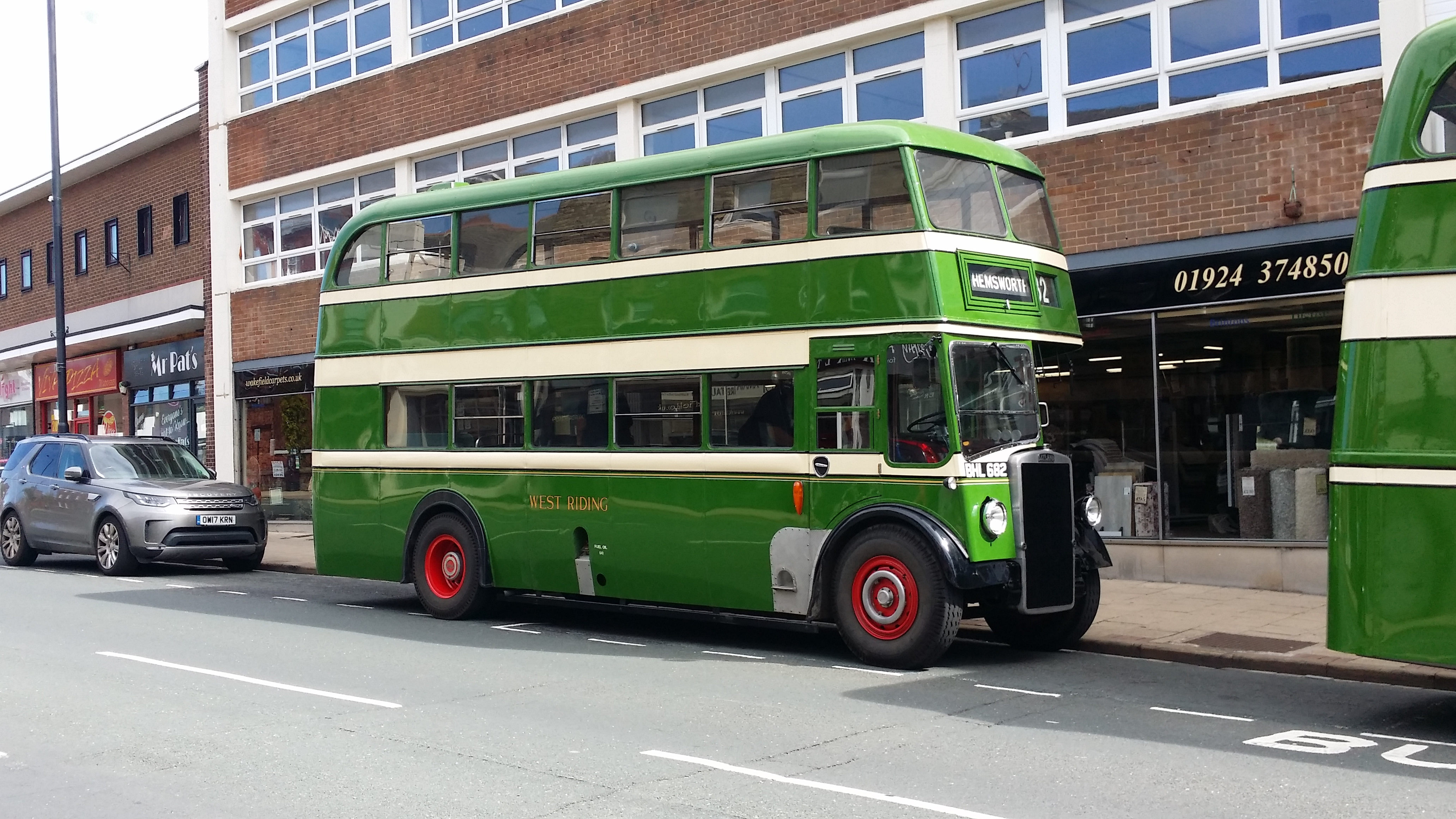
Leyland Titan BHL682
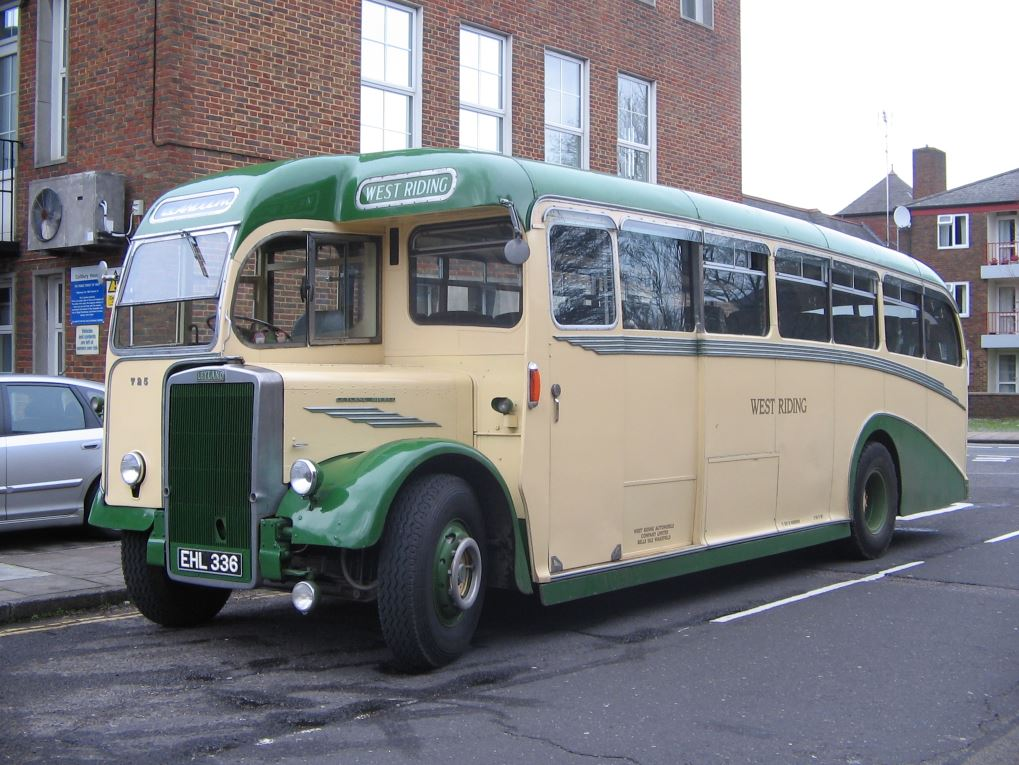
Leyland Tiger EHL336
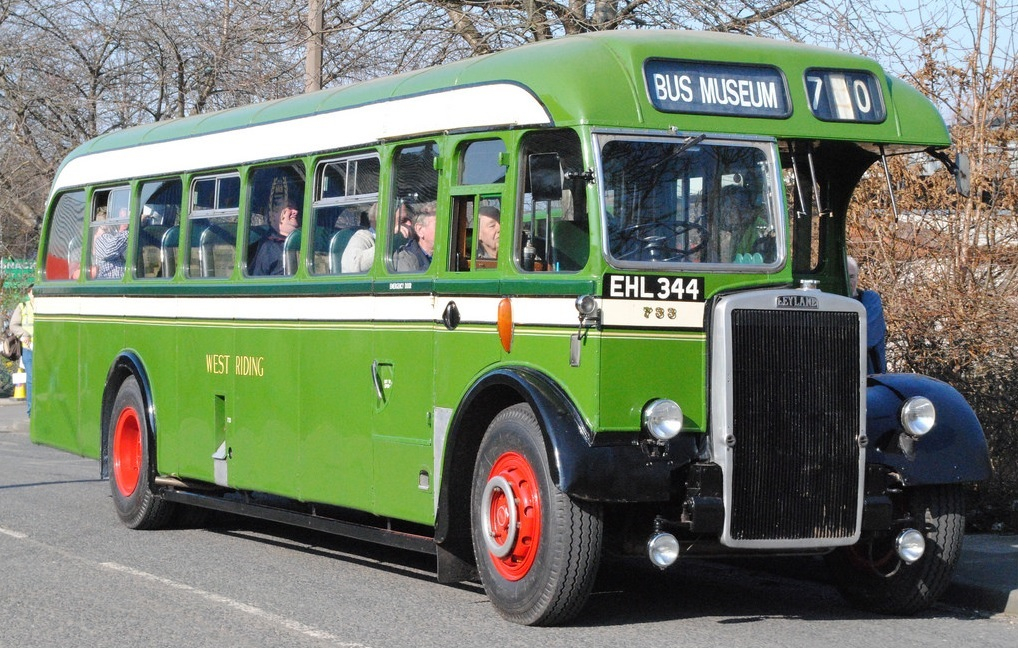
Leyland Tiger EHL344
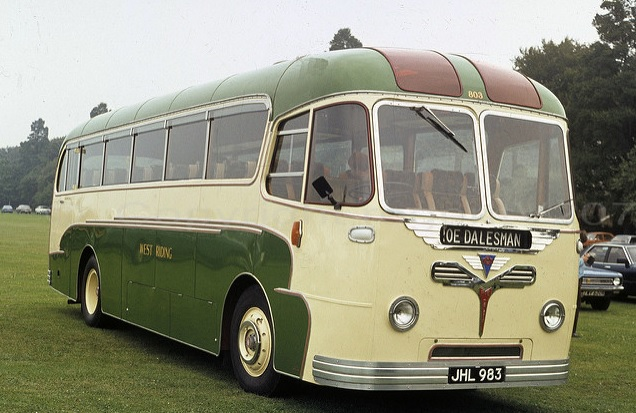
AEC Reliance JHL983
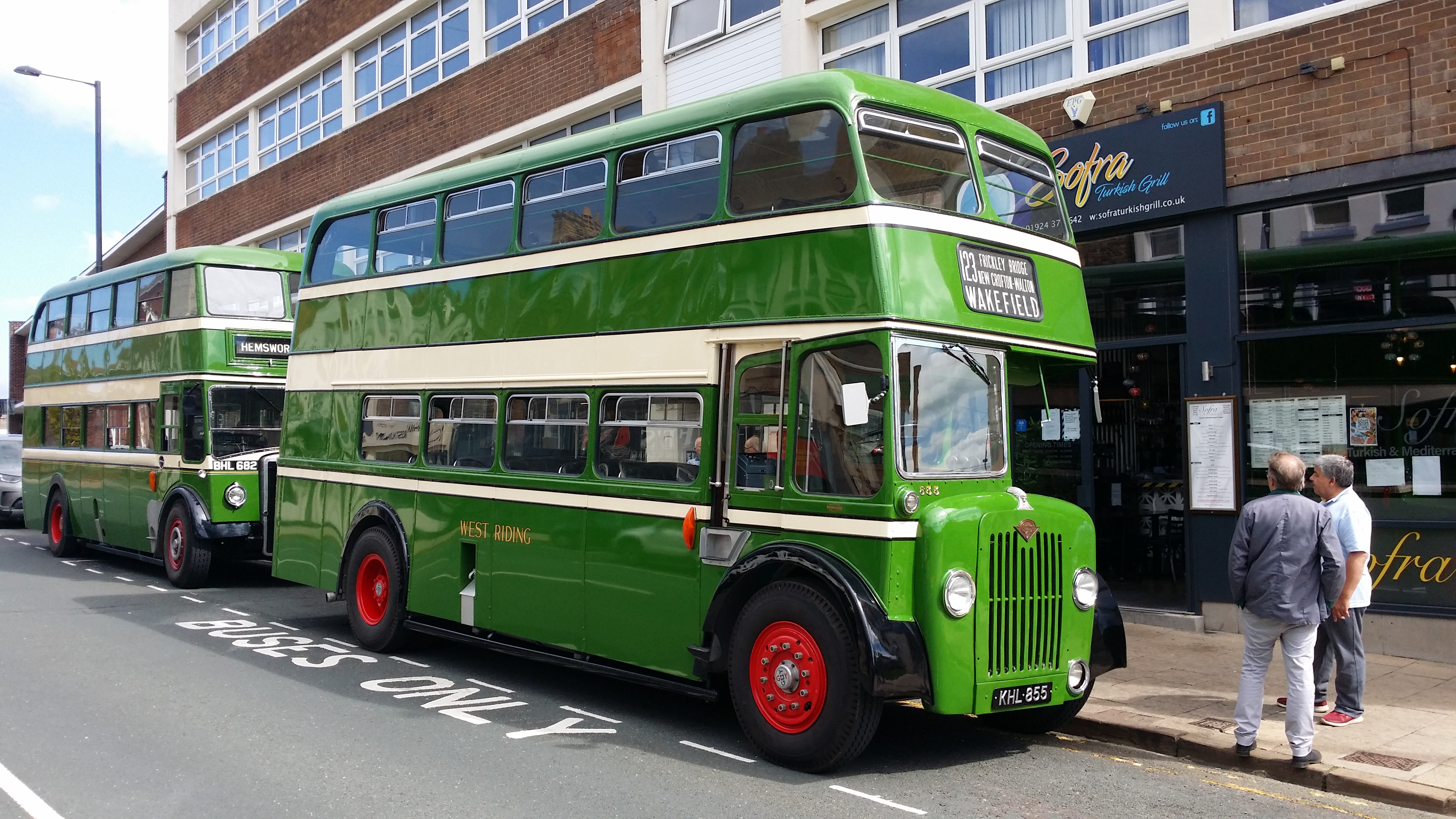
Guy Arab KHL855
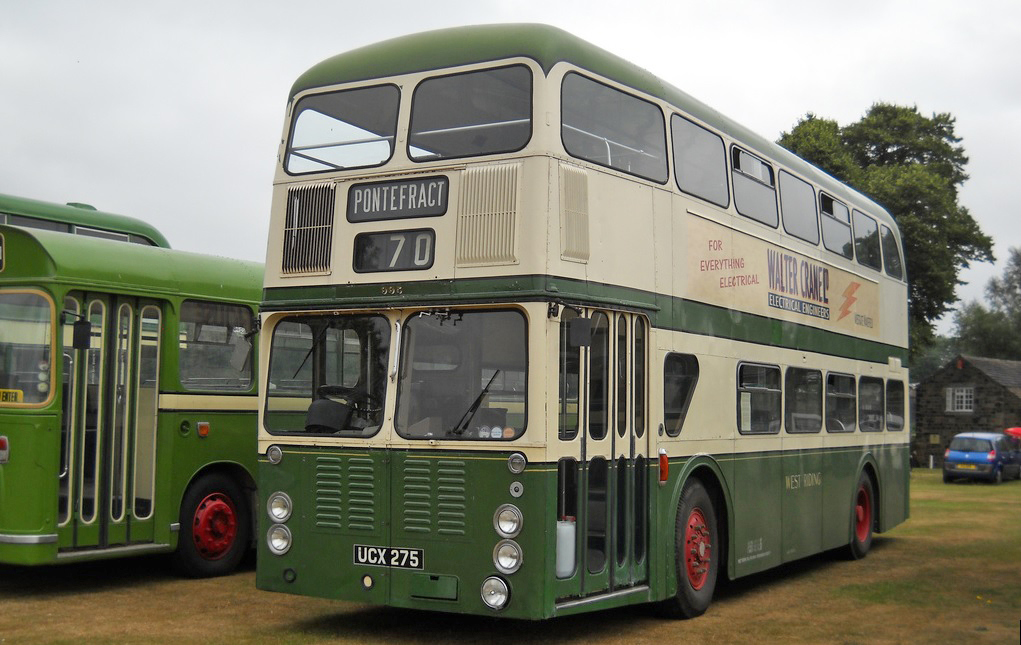
Guy Wulfrunian UCX275
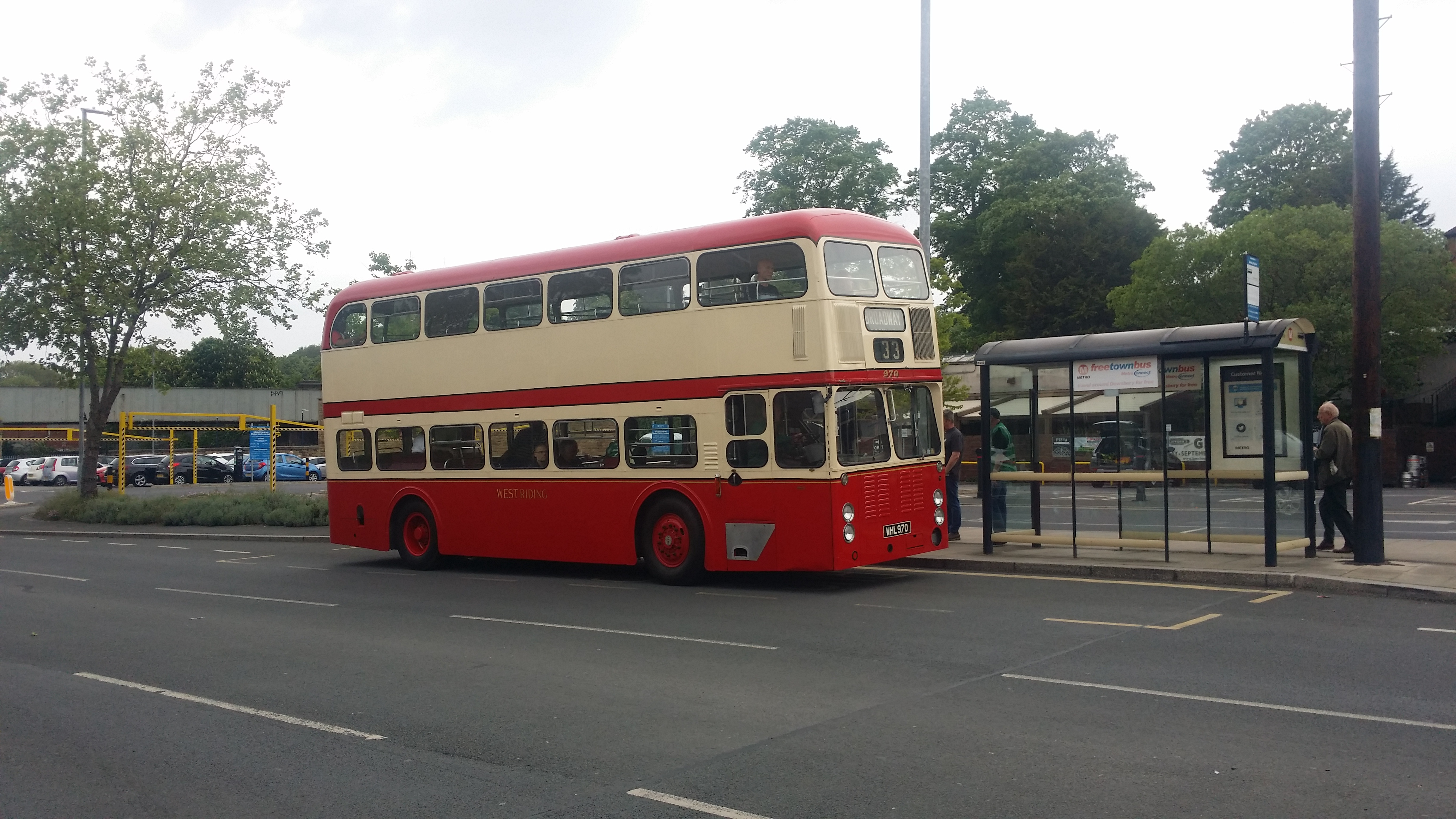
Guy Wulfrunian WHL970
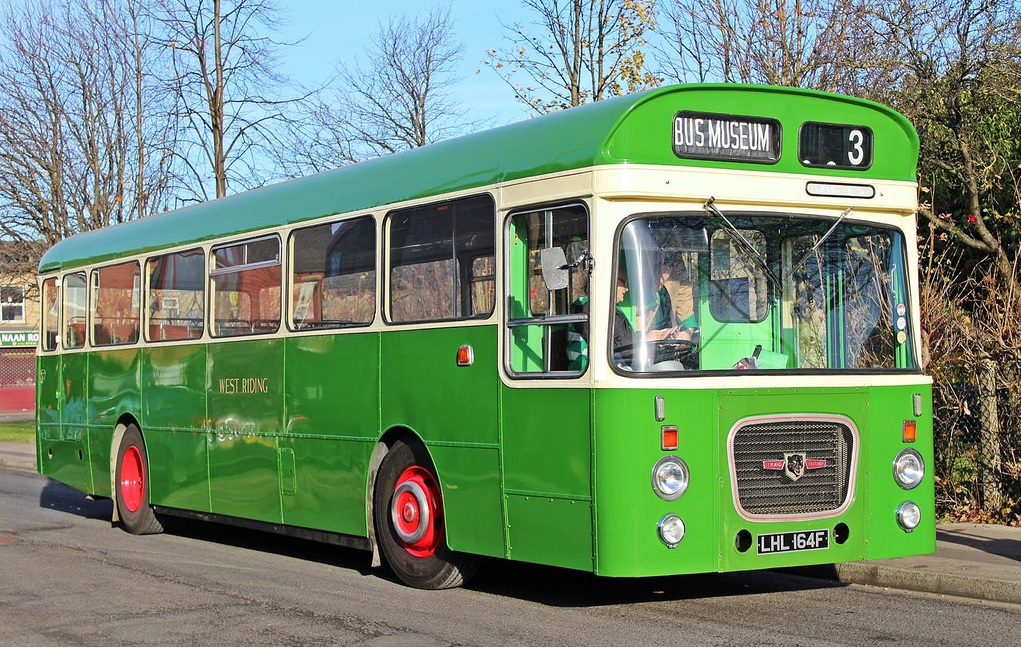
Leyland Panther LHL164F
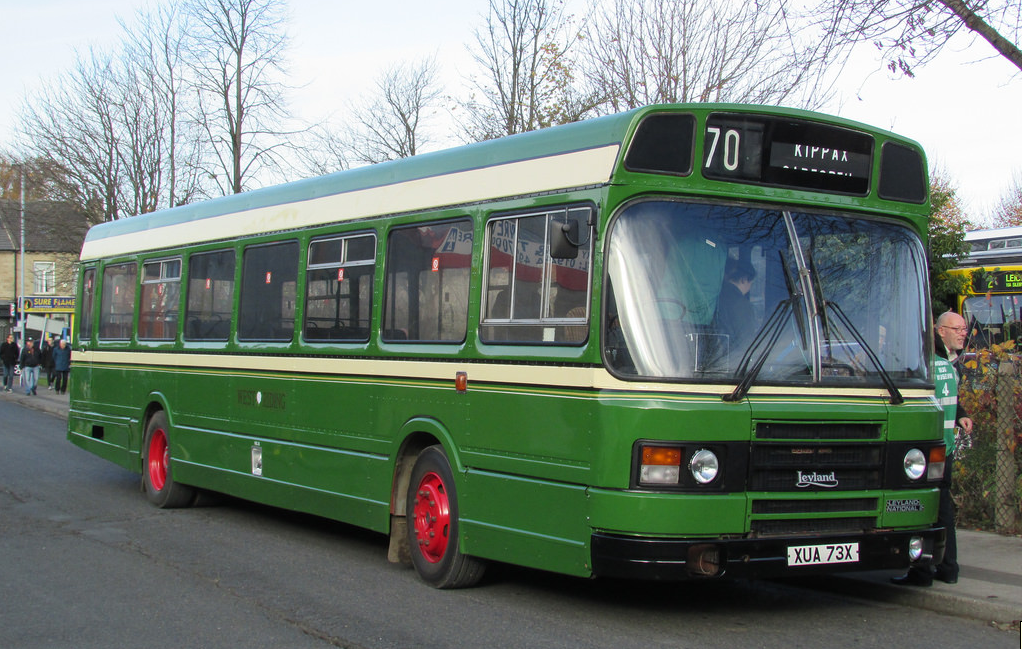
Leyland National 2 XUA73X
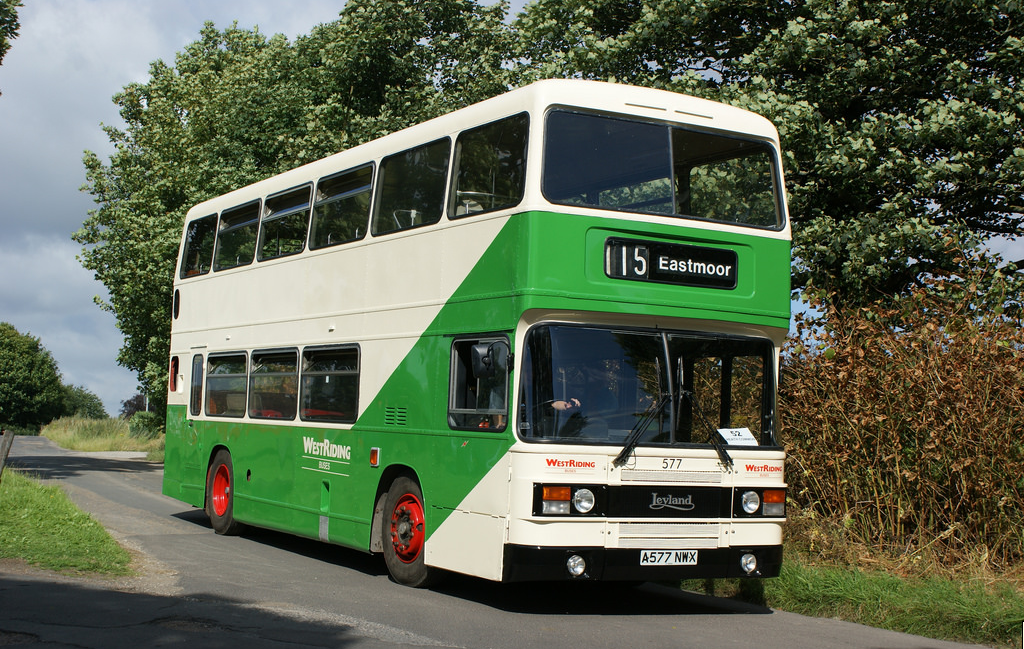
Leyland Onlmpian A577NWX
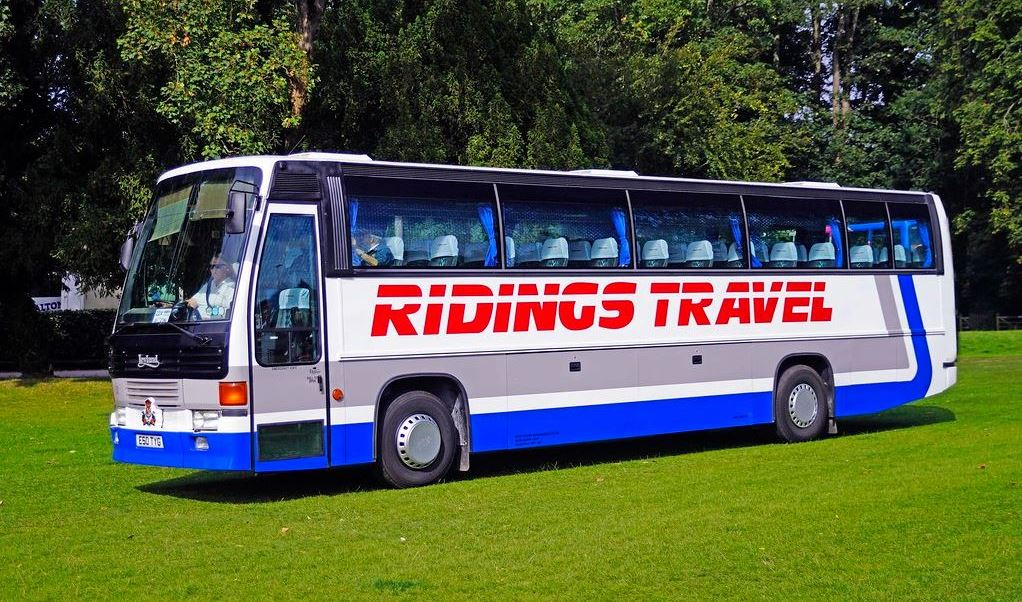
Leyland Royal Tiger Doyen E50TYG

## Événements
Le musée organise un certain nombre de journées portes ouvertes et d'autres événements tout au long de l'année.